# Maidstone (Canada)
Maidstone is een plaats (town) in de Canadese provincie Saskatchewan en telt 995 inwoners (2001).